# GE Wind Energy
GE Wind Energy, divizija od podjetja GE Energy, je ameriški proizvajalec vetrnih turbin. GE Wind je bil leta 2009 drugi največji proizvajalec vetrrnih turbin na svetu.

## Vetrne turbine
Podjetje proizvaja vetrne turbin z močjo od 1,5 - 4 MW
| GE 1.5-77                            | GE 2.5-100              | GE 4.1-113              |                          |
| ------------------------------------ | ----------------------- | ----------------------- | ------------------------ |
| Moč (v MW)                           | 1,5                     | 2,5                     | 4,1                      |
| Najmanjša hitrost vetra za delovanje | 3,5 m/s (11,5 ft/s)     | 3,5 m/s (11,5 ft/s)     | 3,5 m/s (11,5 ft/s)      |
| Največja hitrost vetra za delovanje  | 20 m/s (65,6 ft/s)      | 25 m/s (82,0 ft/s)      | 25 m/s (82,0 ft/s)       |
| Nazivna hitrost vetra                | 11,5 m/s (37,7 ft/s)    | 12,5 m/s (41,0 ft/s)    | 14 m/s (45,9 ft/s)       |
| Razpon temperatur                    | −30–40 °C (−22–104 °F)  |                         |                          |
| IEC 61400 razred                     | I&II                    | IIIa, IIb               | Ib                       |
| Frekvenca (Hz)                       | 50—60                   |                         |                          |
| Napetost                             | 575                     |                         |                          |
| Premer rotorja                       | 77 m (253 ft)           | 100 m (328 ft)          | 113 m (371 ft)           |
| Površina objema rotorja              | 4.657 m2 (50.128 sq ft) | 7.854 m2 (84.540 sq ft) | 9.567 m2 (102.978 sq ft) |
| Višina stolpa                        | 80 m (262 ft)           | 75–100 m (246–328 ft)   | Različno                 |